# Angus (Texas)
Angus es una ciudad ubicada en el condado de Navarro en el estado estadounidense de Texas. En el Censo de 2010 tenía una población de 414 habitantes y una densidad poblacional de 48,45 personas por km².

## Geografía
Angus se encuentra ubicada en las coordenadas 31°59′58″N 96°25′40″O / 31.99944, -96.42778. Según la Oficina del Censo de los Estados Unidos, Angus tiene una superficie total de 8.54 km², de la cual 8.52 km² corresponden a tierra firme y (0.24%) 0.02 km² es agua.

## Demografía
Según el censo de 2010, había 414 personas residiendo en Angus. La densidad de población era de 48,45 hab./km². De los 414 habitantes, Angus estaba compuesto por el 81.4% blancos, el 6.52% eran afroamericanos, el 1.21% eran amerindios, el 0.72% eran asiáticos, el 0.48% eran isleños del Pacífico, el 6.76% eran de otras razas y el 2.9% pertenecían a dos o más razas. Del total de la población el 14.49% eran hispanos o latinos de cualquier raza.